# Албумът
„Албумът“ е първият студиен албум на българския поп рок дует Дони и Момчил, издаден през 1993 година. Албумът се издава от „Union Media Records“ – продуцент и издател на български поп рок музиканти. Изпълнители са Добрин Векилов и Момчил Колев.

## Песни[4]
1. Уморени крила
2. Угасващо небе
3. Слънцето на войника
4. Снежен сън
5. Птицата
6. Картина
7. Ближи си сладоледа
8. Не умирай
9. Изкуствени цветя
10. Бял реквием
11. Ближи си сладоледа (ремикс'98)